# Reinhold Kietz
Reinhold Kietz (* 11. Februar 1927 in Barleben, Kreis Wolmirstedt, Provinz Sachsen; † 30. Dezember 1994 in Brandenburg an der Havel) war ein deutscher Politiker (SED).

## Leben
Der Sohn eines Fleischers und einer Landarbeiterin absolvierte nach dem Besuchte der Volksschule eine Lehre als Gießer in einer Magdeburger Eisengießerei. Von März 1944 bis Mai 1945 musste er Kriegsdienst in der Wehrmacht leisten.
Nach dem Zweiten Weltkrieg arbeitete er von Mai 1945 bis März 1950 als Former und Gießer in Magdeburg. Im September 1946 wurde er Mitglied der SED. Von April bis Dezember 1950 war er Angestellter im Innenministerium, ab Januar 1951 Angestellter im Finanzministerium von Sachsen-Anhalt. Nach dem Besuch eines Ausbildungslehrgangs für Lehrer 1951 an der Verwaltungsschule der DDR in Weimar wurde er Lehrer an der Landesverwaltungsschule Sachsen-Anhalt in Halberstadt, anschließend Schulleiter der Verwaltungsschule Gransee. Im November 1953 wechselte er in den Parteiapparat und war bis Dezember 1959 Instrukteur in der Abteilung Agitation und Propaganda der SED-Bezirksleitung Potsdam. Ein Fernstudium von 1955 bis 1966 an der Parteihochschule „Karl Marx“ schloss er als Diplom-Gesellschaftswissenschaftler ab. Von Januar bis Juni 1960 war er Sektorenleiter, von Juli 1960 bis März 1963 Sekretär für Wissenschaft, Volksbildung und Kultur der SED-Bezirksleitung Potsdam. Von April 1963 bis Mai 1964 war er Erster Sekretär der SED-Kreisleitung Nauen und von Juni 1964 bis Oktober 1965 Erster Stellvertreter des Oberbürgermeisters der kreisfreien Stadt Brandenburg (Havel). Im Anschluss wurde er als Nachfolger Max Herms von November 1965 bis Februar 1976 Oberbürgermeister von Brandenburg. Kietz wurde am 14. Februar 1976 zum Ersten Sekretär der SED-Kreisleitung Brandenburg gewählt und schied daraufhin am 16. Februar 1976 aus dem Amt des Oberbürgermeisters. 1988 wurde er in dieser Funktion von Winfried Mitzlaff abgelöst.
Kietz lebte zuletzt als Invalidenrentner in Brandenburg, war Mitglied der PDS und starb im Alter von 67 Jahren.

## Auszeichnungen und Ehrungen
- Aufgrund seiner besonderen Verdienste wurde er am 13. Oktober 1971 zum Ehrenbürger der französischen Stadt Ivry-sur-Seine, der Partnerstadt Brandenburgs, ernannt.[3][4]
- 1987 Vaterländischer Verdienstorden in Gold